# Turó de la Bassa de la Torre
El Turó de la Bassa de la Torre  és una muntanya de 456 metres que es troba al municipi de les Borges Blanques, a la comarca catalana de les Garrigues.